# Список голів держави Андорра
Андорра — країна, розташована в Піренейських горах, межує з Францією та Іспанією. Главою держави є співпринц, який ділить посаду між президентом Франції та єпископом Ургелла в Каталонії, Іспанія.
Коли Андорра була утворена у 8 столітті, нею правили вестготські та мавританські вожді. Наприкінці 13 століття Андорра стала незалежним князівством з графом Фуа на чолі держави.
Протягом століть в Андоррі було кілька різних лідерів, які представляли різні політичні ідеології.

## Перелік
| Особа або період                             | Політична ідеологія    | Роки правління |
| -------------------------------------------- | ---------------------- | -------------- |
| Роже-Бернар III, граф Фуа                    | феодалізм              | 1278—1302      |
| Яків I, король Арагону                       | монархія               | 1278—1291      |
| Пітер III, король Арагону                    | монархія               | 1278—1283      |
| Генріх IV, герцог Лотарингії                 | феодалізм              | 1578—1607      |
| Людовик XIII, король Франції                 | абсолютна монархія     | 1607—1643      |
| Жан II, єпископ Уржельський                  | католицизм             | 1607—1640      |
| Людовик XIV, король Франції                  | абсолютна монархія     | 1643—1715      |
| Карл II, король Іспанії                      | абсолютна монархія     | 1715—1789      |
| Фердинанд I, король Арагону                  | монархія               | 1789—1793      |
| Французька революція та наполеонівські війни | н/д                    | 1793—1814      |
| Людовик XVIII, король Франції                | конституційна монархія | 1814—1824      |
| Фердинанд VII, король Іспанії                | абсолютна монархія     | 1824—1833      |
| Французьке міжцарів'я                        |                        | 1812—1813      |
| Іспанська Реконкіста                         |                        | 1830—1833      |
| Марія Христина, королева-регентша Іспанії    | конституційна монархія | 1833—1844      |
| Хоакім Гібернау                              | лібералізм             | 1844—1845      |
| Бонавентура Карлес Алой                      | лібералізм             | 1845—1847      |
| Франсеск Торрес-і-Маркіш                     | лібералізм             | 1847—1861      |
| Пере Антоні Поу                              | лібералізм             | 1861—1867      |
| Моссен Клементе Фош                          | лібералізм             | 1867—1868      |
| Жоан Пла-і-Кальво                            | лібералізм             | 1868—1869      |
| Іполіт Льоренте                              | лібералізм             | 1869—1871      |
| Антоні Пуч                                   | лібералізм             | 1871—1873      |
| Бонавентура Ріберайгуа-і-Торрес              | лібералізм             | 1873—1874      |
| Жауме Понс-і-Марті                           | лібералізм             | 1874—1875      |
| Мікель Самсо-і-Жоанікеш                      | лібералізм             | 1875—1876      |
| Жауме Віладомат-і-Массана                    | лібералізм             | 1876—1878      |
| Ігнасі Меліу-і-Морелль                       | лібералізм             | 1878—1881      |
| Наполеу Рейшаш                               | лібералізм             | 1881—1886      |
| Франсеск Торрес-і-Ллео                       | лібералізм             | 1886—1890&     |
| Луїс Карлес Казаль-і-Фіголс                  | лібералізм             | 1890—1894      |
| Амадеу Рош-і-Бернат                          | лібералізм             | 1894—1895      |
| Сальвадор Казаньяс-і-Пажес                   | 1895—1903              |                |
| Франсеск Мікель-і-Бадья                      | лібералізм             | 1903—1912      |
| Бонавентура Арменгол-і-Тубау                 | лібералізм             | 1912—1917      |
| Емілі Медарде-і-Моллінедо                    | лібералізм             | 1917—1933      |
| Хосеп Енрік Серра-і-Віларо                   | лібералізм             | 1933—1936      |
| Громадянська війна в Іспанії                 |                        | 1936—1938      |
| Рамон Іглесіас і Наваррі                     | лібералізм             | 1938—1940      |
| Іспанська держава                            |                        | 1940—1944      |
| Іспанська реставрація                        |                        | 1944—1975      |
| Перехідний період в Іспанії                  |                        | 1975—1982      |
| Жоан Марті-і-Аланіс                          | лібералізм             | 1982—1984      |
| Тскар Рібас Рейг                             | лібералізм             | 1984—1990      |
| Марк Форне Мольн                             | лібералізм             | 1990—2005      |
| Альберт Пінтат Сантоларія                    | лібералізм             | 2005—2009      |
| Жауме Бартумеу Кассані                       | соціал-демократія      | 2009—2011      |
| Антоні Марті Петі                            | лібералізм             | 2011—2019      |
| Хав'єр Еспот Самора                          | лібералізм             | 2019—теп. час  |